# Монастырское землевладение в Византии и на Балканах
Монастырское землевладение — земли, полученные монастырями в качестве пожертвований от государства или частных лиц, завещаний, покупки и т. д. и предназначенные для содержания монастыря и осуществления им благотворительной деятельности.
В Византийской империи церкви в общей сложности по разным оценкам принадлежало от 10-й части до трети всех земельных владений империи. Так решался вопрос материального обеспечения многочисленных монастырей империи. Монастырское землевладение защищалось церковным канонами и гражданским законодательством. Исключением можно назвать период иконоборчества (VIII—IX века), когда гонения на монастыри приняло вид государственной программы. Как утверждает авторитетный историк древней Церкви В. В. Болотов, настоящей подоплёкой иконоборчества были антиклерикальные тенденции в правящей элите тогдашней империи. Борьба с монастырями, и их землевладением естественным образом были одним из аспектов этой политики.

## Каноническое обоснование
Значительное монастырское землевладение было обычной нормой как на православном востоке, так и на латинском западе. Имущественные права Церкви были признаны ещё Миланским эдиктом (313 год) императора Константина. Правом получения имущественных пожертвований (donatio) Церковь пользуется с 321 года.
Церковное (соответственно, и монастырское) землевладение защищено 42-м правилом Карфагенского собора (419 год): «…епископам не позволительно продавати церковныя земли, без ведома Собора или своих пресвитеров».
Более пространно вопросы земельной собственности регулирует 12-е правило VII Вселенского Собора: «Аще кто, епископ или игумен, окажется что-либо из угодий, принадлежащих епископии, или монастырю, продавшим в руки властей, или отдавшим иному лицу, не твердо да будет оное отдаяние, по правилу святых Апостол, глаголющему: епископ да имеет попечение о всех церковных вещах, и оными да распоряжает, яко Богу назирающу; но не позволительно ему присвояти что-либо из оных, или сродникам своим дарити принадлежащее Богу; аще же суть неимущие, да подает им яко неимущим, но под сим предлогом да не продает принадлежащаго Церкви. Аще поставляют в предлог, что земля причиняет убыток, и никакой пользы не доставляет, то и в сем случае не отдавати поля местным начальникам, но клирикам или земледельцам. Аще же употребят лукавый оборот, и властелин перекупит землю у клирика, или земледельца, то и в сем случае продажа да будет недействительна, и проданное да будет возвращено епископии, или монастырю, а епископ, или игумен, тако поступающий, да будет изгнан: епископ из епископии, игумен из монастыря, яко зле расточающие то, чего не собрали».
120-я (недоступная ссылка) новелла императора Юстиниана предписывает не только возвращать незаконно приобретённое имущество, но так же и доход, полученный с него. Внесённая плата за такое имущество не возвращается: «Возвращать в туже святейшую церковь … имущество … с прибылью за промежуточное время; притом должны остаться в церкви же цена, или данное вместо дара, или в уплату, или по другой какой бы то ни было причине». Юстинианом был создан целый ряд защищающих церковное имущество документов

## Формы монастырского землевладения
Многочисленные документы подтверждают нам значительные земельные владения крупных православных монастырей. Земли эти обычно жаловались власть имущими: императором, местными кралями и деспотами. Среди жертвователей могли быть и менее состоятельные лица, и даже малоимущие, которые жертвовали «на помин души» отдельные нивы или виноградники. Другим источником увеличения земельного владения монастырей была купля. Причём речь идёт о землевладениях, населённых зависимым крестьянским населением, разбросанных на значительном расстоянии от монастырей-владельцев. Сами монастыри зачастую продавали или обменивали свои земли, сдавали их в аренду.
Основная часть монастырских владений представляла собой пронию, обрабатываемую полузависимыми земледельцами париками, или арендаторами-проскафименами — вид отношений характерный для византийского земельного законодательства. Прония предполагает крестьянское наследственное владение землёй. Прониар же получал право управления пронией и право сбора налогов. Правом прониара был не только сбор податей, но и наложение дополнительных повинностей, в том числе и трудовых. Таким образом, в пронии государство уступает прониару часть своих прав в отношении податного населения. Земля (точнее прония) передавалась вместе зависимым населением и их имуществом. Обычная формула дарения или продажи включала подтверждения, что земля передаётся с париками и их имуществом (с «парикы и стасми их»). При дарении сёл под управление монастыря переходила и общинная земля, пользование которой теперь регулировалось монастырём. Эти категории земельной собственности не были в прямом владении монастыря, оставаясь крестьянским хозяйством. В прямом владении могли находиться отдельные нивы, виноградники, сады, мельницы и т. д. С пронией связана экскуссия (иммунитет) — полное или частичное освобождение монастыря (или другого владельца) от налогов и других государственных повинностей. Экскусия могла быть пожалована только императором и закреплена специальным императорским хрисовулом.
Другой формой монастырской земельной собственности был метох, небольшой монастырь или даже просто церковь с принадлежавшими им земельными угодьями.
В экономическом отношении византийские монастыри не обладали самостоятельностью и независимостью. Это значительно отличает их от западных аббатств. Пользуясь государственным содержанием (выдача солемниев), византийские монастыри зачастую основной свой доход получали из императорской казны. Это делало их зависимым от государства. И государство, вопреки каноническим нормам и собственному законодательству, позволяло себе присваивать монастырские земли, распоряжаться ими.. Другой отличительной особенностью византийских (и вообще православных) монастырей от западных была обязательность монашеского труда, в том числе и сельскохозяйственного
Кроме того, император или патриарх, епархиальный епископ, игумен могли отдать монастырь под покровительство частного лица или другого монастыря — харистикий (др.-греч. χαριστικός — дарственный, пожалованный). Харистикарий получал право управления монастырским хозяйством с правом присвоения части дохода. В его обязанности входила забота о экономическом благосостоянии монастыря. Вначале это было способом повысить экономическую эффективность монастырского хозяйства. Однако со временем харистикий превратился в особый вид государственного пожалования, или просто в доходную статью для частного лица. Харистикий мог покупаться и продаваться. И несмотря на формальную независимость монастыря-харистикия, харистикарий мог позволить себе вести как полновластный хозяин. Следствием таких отношений стало разорение монастырских земель. Кроме того, харистикарии позволяли себе вмешиваться во внутреннюю жизнь монастыря, разрушая тем самым и монастырскую жизнь. Известны случаи, когда монахи просто изгонялись из обители, а монастырь обращался в гостиницу. Желая оградить «своё» хозяйство от церковных властей, харистикарии настаивали на неподотчётности патриархии в своей экономической деятельности. Однако эти их притязания были отвергнуты императором Алексеем I (1096 год): указом императора воспрещалось препятствовать чиновникам патриархии посещать такие монастыри. В целом попытки ограничить деятельность харистикариев успехом не увенчались, однако к концу XII этот вид отношений практически исчезает.
Подобные проблемы испытывали и ктиторские монастыри. Зачастую жертвователь воспринимал облагодетельствованный им монастырь как свою собственность и считал себя вправе распоряжаться им по своему усмотрению, вплоть до продажи своих ктиторских прав иному лицу.Первое правило Двукратного собора (861 год) запрещает такую практику, справедливо указывая, что в этом случае жертвуется только название: «Они ухищренно умыслили посвятити себя Богу единое наименование». Однако канонический запрет своей цели не достиг: обычай оказался сильнее.
Ещё одной формой зависимости от светского лица был адельфат (др.-греч. ἀδελφᾶτον — братьев, братский). Право адельфата получал внёсший значительный вклад в монастырь. Конечно даритель мог принять постриг и уже в качестве одного из братии управлять монастырским имуществом. Однако и адельфат мог стать предметом купли-продажи или дарения.
Несмотря на явный вред, который приносили мирские «владельцы» монастырей, находились аргументы и в их защиту. Критик нравов современного ему монашества Евстафий Солунский находил в харистикии возможность избавить монастырскую братию от материальных забот и на деле осуществлять монашеский обет нестяжания. Малые монастыри, по мнению святителя, вообще не должны обладать землёй.
Что касается балканских «исихастских» монастырей, Килифаревского и монастырей основанных Григорем Синаитом в Парории, то надёжных сведений о их устройстве нет. Однако П. А. Сырку предполагает, что они могли иметь частично скитское устройство. Подтверждает эту версию упоминание в житии преподобного Феодосия Тырновского Килифаревского монастыря как «дивного скита». При этом, расположенный вблизи от столицы Тырново, Килифаревский монастырь имел значительные размеры, не характерные для традиционных скитов. Правильно предположить, что землями эти монастыри не владели.

## Рост монастырского землевладения в XIII—XIV веках
В XIII—XIV веках наблюдается значительный рост монастырского землевладения, как в империи, так и новообразовавшихся балканских государствах Сербии и Болгарии.
В Сербии, в период между 1331—1355 гг.. начинается интенсивный рост монастырей, восстанавливаются старые обители, создаются новые. Столь же интенсивно растут церковные земельные владения. В этот период число монастырских сёл в Сербии и Македонии увеличилось более чем на 130 и достигло почти 200. Особенно значительные земельные пожалования в Сербии и Македонии получили афонские монастыри: сербский Хиландар и русский Пантелеимонов. Рост монастырской собственность идёт в основном за счёт светских владений. Параллельно идёт процесс укрупнения монастырской собственности: новые пожертвования в первую очередь получают крупные монастыри. Малые же монастыри зачастую передаются в качестве метохов крупным. Рост монастырского землевладения на территориях, подконтрольных Стефану IV, объясняется той поддержкой, которую оказали королю монахи, в том числе и афонские.
Подобные процессы происходят и в других балканских странах: в Болгарии и Византии. Так в Морее с первой четверти XIV века наблюдается рост владений монастырей Мистры, среди которых особенно выделяется Бронтохион. Подобные процессы зафиксированы и в Фессалониках и Серрах.

## Накануне турецкого завоевания
Однако к концу XIV века положение изменилось. Продвижение турок-османов в Европе и их победа над сербами в битве на Марице в 1371 году вынудило правительство Мануила II по иному взглянуть на практику раздачи земли монастырям. До половины монастырских владений были отобраны государством (секуляризированы) и отданы в пронию стратиотам. Император объявляет принятые меры временными и надеется на лучшие времена, но даже после поражения османов при Анкире от войск Тамерлана в 1402 году секуляризационные меры государства отменены не были.
Изменения произошли и в системе налогообложения. Необходимость выплачивать внушительную дань османам заставила правительство прибегнуть к сбору нужной суммы с землевладельцев. Понятно, что экскуссия на этот сбор не распространялась.
После поражения при Анкире по договору с султаном Сулейманом империя перестала выплачивать дань и вернула себе некоторые территории. Земли на этих территориях были возвращены монастырям, но 1/3 хараджа, который собирали турки на завоёванных территориях, теперь поступал в императорскую казну. 2/3 оставлялась монастырям в виде пожалования.
Однако из двух возможных перспектив: оказаться под властью Рима или быть завоёванными иноверцами-османами, большинство византийцев выбирает последних. Красноречиво сформулировал этот выбор Лука Нотара: «Я предпочел бы увидеть посреди города турецкий тюрбан, чем латинскую митру». Проосманские предпочтения характерны для тех районов, где влияние монашества велико, а монастыри — многочисленны. В целом, надежды эти оправдались: Православная Церковь хоть и была оттеснена, а православные (как и другое, не мусульманское) население империи Османов стали людьми второго сорта, но сохранила определённую роль в жизни страны, сохранила и часть своего имущества, в том числе землю, а православные священники, наряду с мусульманским духовенством, было освобождено от налогов. Другая участь ожидала светское землевладение, которое было конфисковано новыми хозяевами страны.